# Balneologia

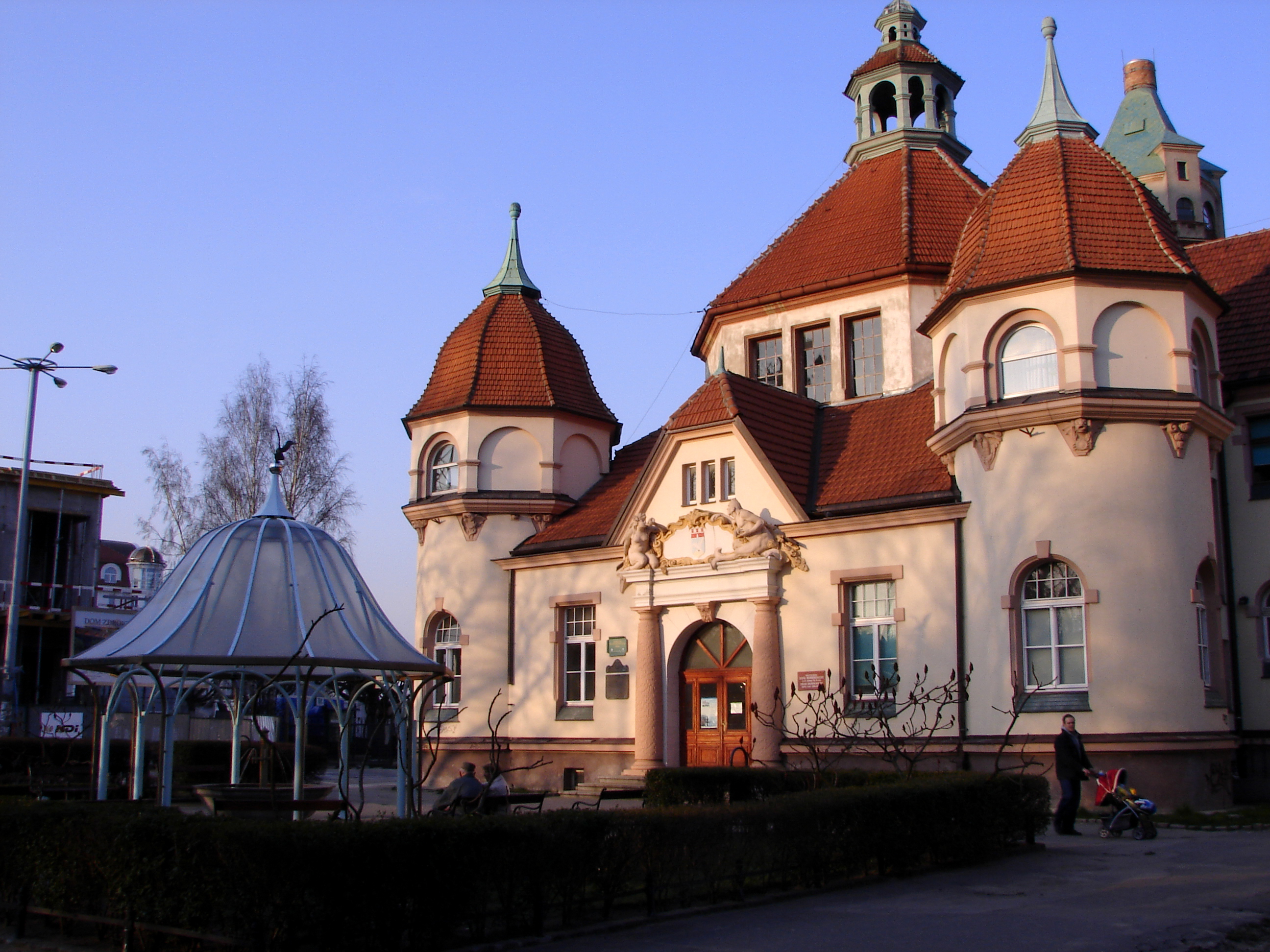
Zakład Balneologiczny w Sopocie W Zakładzie Balneologicznym można skorzystać ze zdrowotnych kąpieli solankowych oraz inhalacji.

Balneologia (z łac. balneum – „łaźnia”, z gr. lógos – „słowo, nauka”) – jedna z najstarszych dziedzin medycyny uzdrowiskowej zajmująca się badaniem właściwości leczniczych wód podziemnych i borowin oraz zastosowaniem ich w lecznictwie, zwłaszcza terapii chorób przewlekłych. W Polsce konsultantem krajowym balneologii i medycyny fizykalnej od 3 kwietnia 2023 jest Aleksandra Barbara Sędziak.

## Historia
Balneologia rozwijana była już w starożytności. W Grecji, Egipcie i Rzymie stosowano kąpiele wodolecznicze. Kiedy w XVII-XIX wieku wprowadzono kuracje polegające m.in. na piciu wód mineralnych i różnorodnych zabiegach z użyciem wody mineralnej, nastąpił ponowny rozkwit balneologii, do którego znacznie przyczynili się Vincenz Priessnitz, Sebastian Kneipp i Wilhelm Winternitz. Współcześnie balneologia rozwija się głównie w Japonii i Europie, ze względu na największe tradycje uzdrowiskowe.
Prekursorem polskiej balneologii był Wojciech Oczko. W swoim dziele z 1578 roku pt. Cieplice sklasyfikował wody mineralne i lecznicze występujące w Polsce, opisał ich działanie oraz podał metody leczenia nimi. Za twórców polskiej balneologii uważa się Józefa Dietla, który przeprowadził klasyfikację polskich wód mineralnych i popularyzował uzdrowiska popradzkie, i Jana Żniniewicza, który wprowadził nowoczesne wodolecznictwo.